# 全日本選抜レスリング選手権大会
全日本選抜レスリング選手権大会（ぜんにほんせんばつレスリングせんしゅけんたいかい）は、日本のレスリングの大会である。主催は日本レスリング協会。株式会社明治（旧明治乳業）の特別協賛。

## 概要
1997年に第1回大会が開催され、6月（年度によって4月または5月の場合もある）に東京体育館または駒沢体育館にて開催される。
全日本レスリング選手権大会と並ぶ国内レスリング2大大会とされ、オリンピック及び世界選手権の代表選考会も兼ねて行われる。各階級全日本選手権上位8選手と強化委員会推薦4選手の計12選手で争われる。選手権・選抜で2冠を獲得した選手が日本代表に選ばれ、異なる場合はプレーオフで決着をつける。
最優秀選手には「明治杯」（旧明治乳業杯）が授与される。
なお、2009年までは基本的に男子のみの大会ではあったが、全日本女子選手権大会のプレーオフもこの大会内で行われていた。
2010年大会より全日本女子選手権大会（シニア部門）と統合し、男女大会に生まれ変わる。2020年は中止。

## 出場選考
大会は前年度が対象
男子（当該年で18歳以上）フリースタイル・グレコローマン共通
- 前回大会ベスト8
- 全日本選手権大会ベスト8
- 国民体育大会（成年）3位以内
- 全日本学生選手権大会（インカレ）3位以内
- 東日本学生新人戦（春季・秋季）優勝
- 全日本社会人選手権大会3位以内
- 国民体育大会（少年）優勝
- 西日本学生選手権大会優勝
- 西日本学生新人戦 優勝
- 全国社会人オープン選手権大会優勝
- 全日本ジュニア選手権大会（ジュニアの部） 優勝
- 所属長推薦かつ男子強化委員会で選考した者

男子フリースタイル
- 全日本大学選手権大会3位以内
- インターハイ・優勝
- 全国高校選抜大会 優勝

男子グレコローマン
- 全日本大学グレコローマンスタイル選手権大会3位以内
- 全国高校生グレコローマンスタイルレスリング選手権大会優勝

女子（高校生以上）
- 女子強化委員会推薦者

## ルール
- 独自のトーナメント方式で敗者復活戦はなし。3・4位決定戦は行う。
- 参加人数は各階級・スタイルとも12名を基準とする。

## 歴代明治杯受賞者
| 年度   | 受賞者     |
| ------ | ---------- |
| 1997年 | 和田貴広   |
| 1998年 | 和田貴広   |
| 1999年 | 片山貴光   |
| 2000年 | 太田拓弥   |
| 2001年 | 永田克彦   |
| 2002年 | 笹本睦     |
| 2003年 | 松本慎吾   |
| 2004年 | 永田克彦   |
| 2005年 | 松本慎吾   |
| 2006年 | 松本慎吾   |
| 2007年 | 笹本睦     |
| 2008年 | 湯元進一   |
| 2009年 | 長谷川恒平 |
| 2010年 | 米満達弘   |
| 2011年 | 松本隆太郎 |
| 2012年 | 稲葉泰弘   |
| 2013年 | 吉田沙保里 |
| 2014年 | 登坂絵莉   |
| 2015年 | 吉田沙保里 |
| 2016年 | 鈴木博恵   |
| 2017年 | 川井梨紗子 |
| 2018年 | 高橋侑希   |
| 2019年 | 川井梨紗子 |
| 2021年 | 下山田培   |
| 2022年 | 須崎優衣   |
| 2023年 | 藤波朱理   |
| 2024年 | 吉元玲美那 |
| 2025年 | 日下尚     |